# Aphantopus hyperantoidana
Aphantopus hyperantoidana är en fjärilsart som beskrevs av Embrik Strand 1919. Aphantopus hyperantoidana ingår i släktet Aphantopus och familjen praktfjärilar. Inga underarter finns listade i Catalogue of Life.